# Roques (Haute-Garonne)
Roques település Franciaországban, Haute-Garonne megyében. Lakosainak száma 5295 fő (2022. január 1.). Roques Villeneuve-Tolosane, Frouzins, Muret, Pinsaguel, Portet-sur-Garonne, Roquettes, Saubens és Seysses községekkel határos.

## Népesség
A település népessége az elmúlt években az alábbi módon változott:
| Lakosok száma | 1086 | 2151 | 2662 | 3696 | 4244 | 4469 | 4550 | 4757 | 4939 | 5295 |
|               | 1968 | 1982 | 1990 | 2006 | 2013 | 2015 | 2017 | 2019 | 2020 | 2022 |